# 1970년 동맹휴학

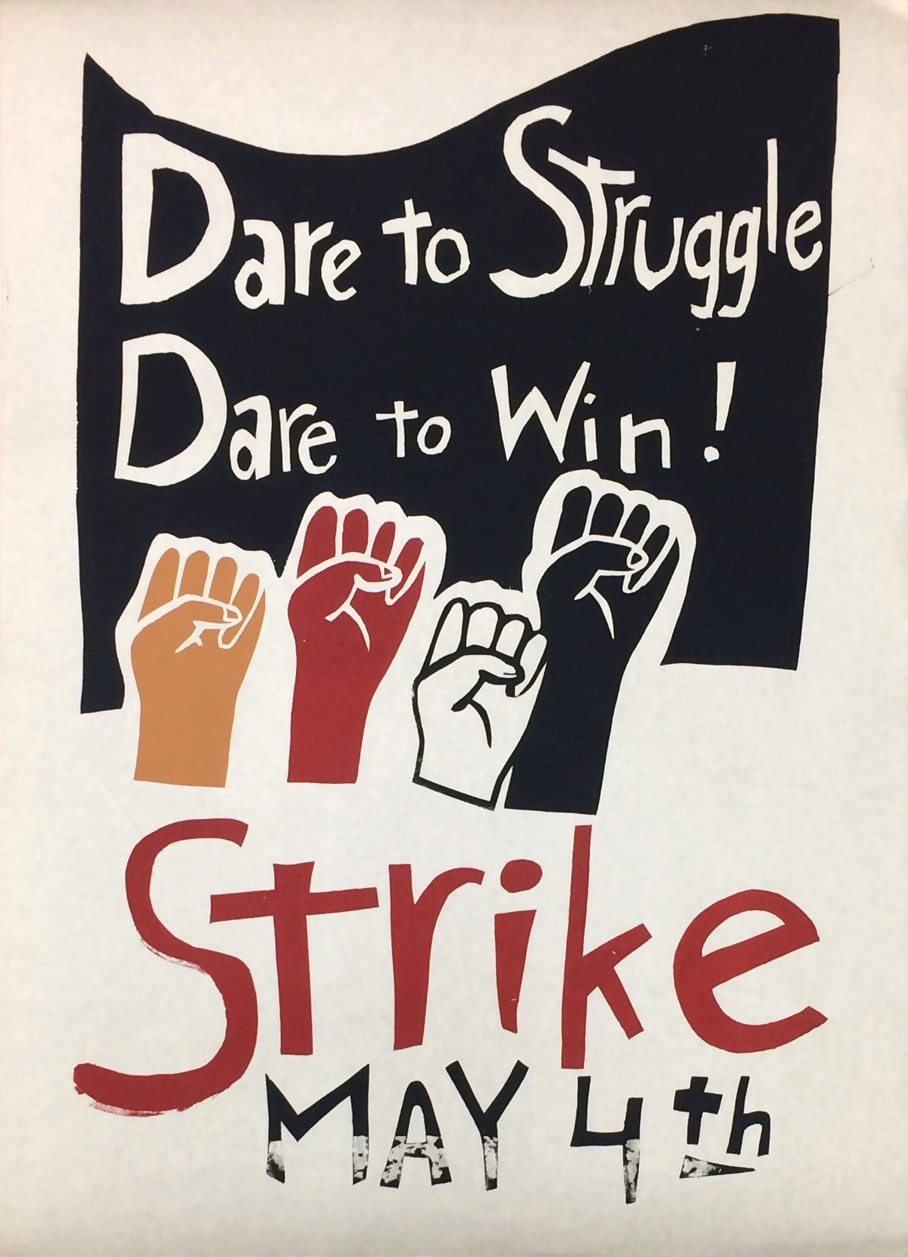

1970년 동맹휴학(Student strike of 1970)은 1970년 5월 8일 미국 전역에서 캄보디아 전역 및 켄트 주립대 총격사건에 대한 항의로 이루어진 대규모 동맹휴학이다.
1970년 4월 30일, 미국 대통령 리처드 닉슨은 베트남 전쟁의 수행지역을 캄보디아까지 넓히겠다고 발표했다. 이에 그 다음날인 5월 1일부터 각 도시 및 대학가에서 시위가 발생했다. 시애틀에서는 수천 명이 연방법원청사 앞에 모였고, 메릴랜드 대학교에서는 학생 1,500 여명이 공군 학군단의 병기창을 반달했다. 신시내티 대학교에서는 시위대가 도심 한복판의 교차로에서 연좌농성을 벌이다 체포되었다. 프린스턴 대학교 등 다른 대학교들에서도 학생들이 수업을 빠지고 전국적 맹휴를 계획하기 시작했다.
오하이오주의 켄트 주립대학교에서는 500여명 정도가 시위에 참여했고, 5월 2일 학군단 건물에 방화했다. 5월 4일, 오하이오 국민위병이 교내에 출동해 학생 4명을 사살하고 10명에게 부상을 입혔다(켄트 주립대 총격사건). 이 사건에 대한 반향으로 전국 450여 종합대, 전문대, 고등학교의 400만 여명의 학생들이 학교를 닫고 각자 폭력적 또는 비폭력적 항의행동에 나섰다.
베트남 전쟁에 대한 반전운동은 이미 몇 년동안 미국의 대학가를 들끓게 하고 있었고, 스트라이크 전술 또한 전쟁이 끝날 때까지 매달 15일마다 파업을 할 것을 주장한 베트남 전쟁을 끝내기 위한 모라토리엄에 의해 제기된 바 있었다. 하지만 미국 전역의 학생들이 스트라이크를 본격적으로 자신들의 전술로 받아들이기 시작한 촉발점은 켄트 주립대 사건이었다.
5월 7일에는 워싱턴 대학교에서 폭력화된 시위대가 응용물리학 실험실을 때려부수고 경찰에게 투석했다. 닉슨이 캄보디아 침공을 발표한지 열흘째이며 켄트 주립대 사건으로부터 4일째인 5월 8일, 워싱턴에 100,000여명, 샌프란시스코에 150,000여명의 시위대가 모였다. 대학교에서 가장 가까운 군사시설인 학군단이 학생들의 분노의 투사 대상이 되어서, 전국적으로 30개소의 학군단 건물이 방화 또는 폭파되었다. 26개 학교에서 학생과 겨찰 사이에 폭력충돌이 있었고, 16개 주 21개 교정에 국민위병들이 동원되었다. 700개 이상의 학교가 전국파업정보센터에 농성과 시위를 보고했는데, 뉴잉글랜드와 중서부, 캘리포니아에 집중되어 있었다.
5월 9일, 링컨 기념관에서 닉슨과 30명의 학생대표단 사이에 회동이 이루어졌으나, 양자는 서로를 설득할 수 없었고 회동 이후 닉슨은 반전운동 참여자들은 해외의 공산주의자들의 노리개에 지나지 않는다고 발언했다. 이후 닉슨은 해리 로빈스 홀더먼에게 반전운동가들의 정보를 불법적으로 수집하는 휴스턴 계획의 발동을 고려할 것을 주문했으나, FBI 국장 존 에드거 후버의 반발로 그 계획을 포기했다. 이 동맹휴학의 직접적 결과로서 닉슨이 6월 13일 학내소요대통령위원회(위원장: 전 펜실베이니아 주지사 윌리엄 스크랜턴)를 설치했다.

## 같이 보기
- 1960년대 반문화